# マリアンヌ・クローニン
マリアンヌ・クローニン（Marianne Cronin 1990年〜）とは、イギリスの作家。

## 経歴
イギリスのウォリックシャー生まれ。
ランカスター大学で英語学と創作を学んだ後、バーミンガム大学で応用言語学の博士号を取得。
2022年1月現在はウェスト・ミッドランズに住み、ほとんどの時間を執筆に費やしながら、時おり即興演劇に出演している。
デビュー作の『レニーとマーゴで100歳』は20か国語以上に翻訳され、ハリウッドの大手スタジオで長編映画化される。

## 邦訳作品
- 『レニーとマーゴで100歳』村松潔訳、新潮社、新潮クレスト・ブックス、2022年1月